# تنشيط منتج

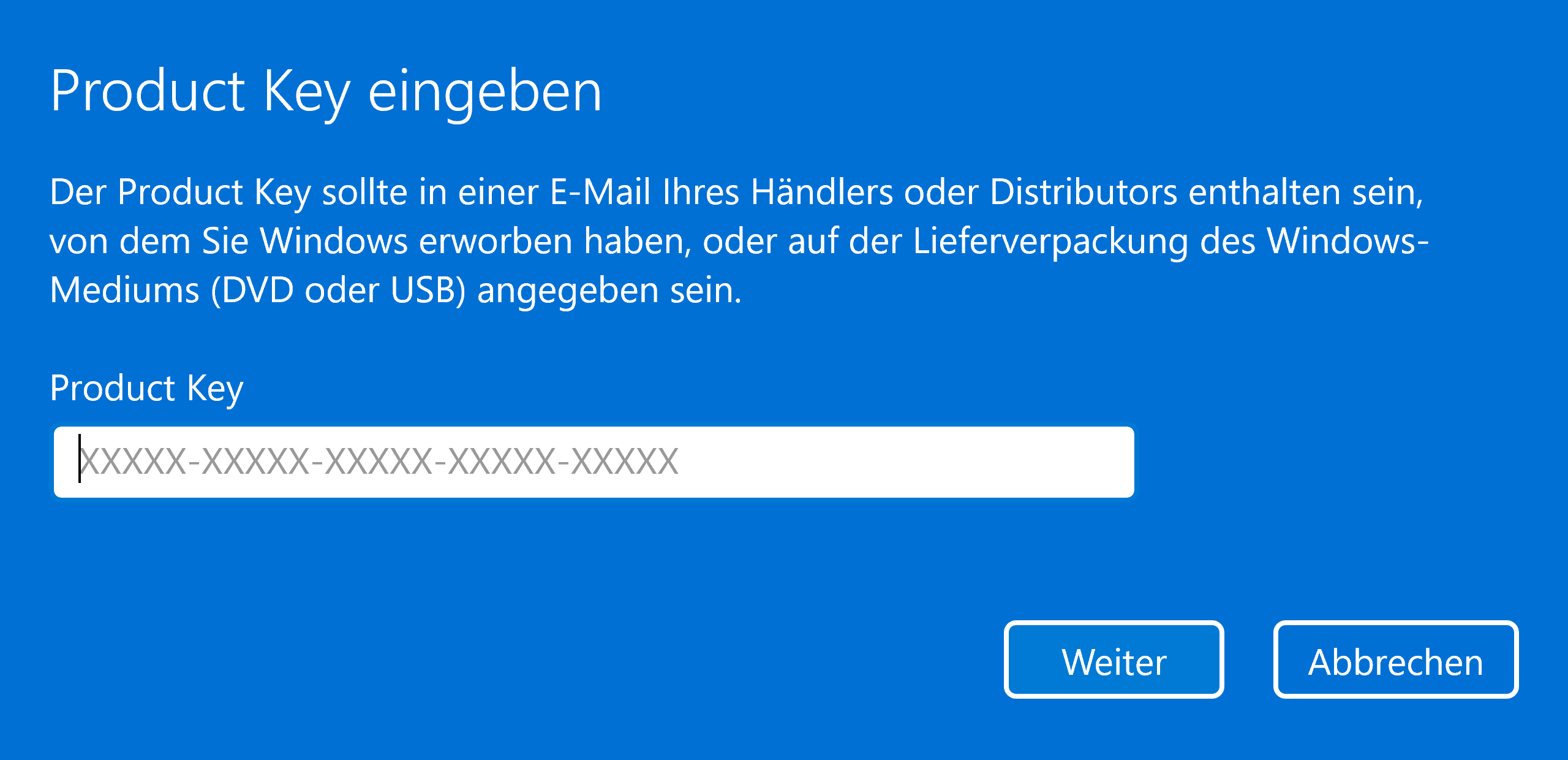
طلب إدخال مفتاح منتج صالح.

تنشيط المنتج (بالإنجليزية: Product activation)‏ هي عملية الهدف منها تأكيد امتلاك الرخصة يقوم بها العديد من برامج الحاسب ذات حقوق الملكية. عادة يطلب إدخال رقم تعريف (مفتاح المنتج) لكي يتم تنشيط المنتج.
استخدمت مكروسوفت عملية تنشيط المنتج للمرة الأولى في ميكروسوفت أوفيس 2000، حيث تم الطلب من المستخدم تنشيط المنتج عبر الإنترنت في العديد من الدول مثل كندا، الولايات المتحدة، الصين، نيوزيلندا، البرازيل، أستراليا.